# Charmosyna papou
Il lorichetto papua (Charmosyna papou Scopoli, 1786) è un uccello della famiglia degli Psittaculidi.

## Descrizione
Pappagallo di una certa taglia, attorno ai 42 cm, dovuta alla lunghezza delle due timoniere centrali veramente notevole (circa 25 cm). Colore generale rosso, con dorso e ali verdi scuro, testa con vertice nero screziato di blu a partire dall'occhio. Sopraccoda, ventre e calzoni blu-verdastri, coda gialla nella parte inferiore. Presenta un leggero dimorfismo sessuale poiché la femmina ha segni gialli sul dorso. Esistono quattro sottospecie classificate:
- C. p. papou, sottospecie nominale, dimorfismo sessuale quasi assente;
- C. p. goliathina, con le parti inferiori (gola, petto e ventre) blu-verdastre e con evidente dimorfismo sessuale: la femmina ha un segno giallo dorsale evidente e manca del segno rosso nella parte basso-ventrale che invece compare nel maschio (esiste anche una forma melanica di questa sottospecie che prevede una colorazione blu-nero-verdastra che copre anche tutta la testa e il collo);
- C. p. stellae, presenta una zona blu sul capo più estesa e un non evidentissimo dimorfismo sessuale;
- C. p. wahnesi, caratterizzato da un collare giallo che solca il rosso del petto.

## Distribuzione e habitat
Questo pappagallo vive in una vasta area della Nuova Guinea e non sembra essere raro in natura; tuttavia la sua attuale condizione non è conosciuta e il suo ambiente muta troppo rapidamente (a causa della deforestazione e incremento degli insediamenti umani) per non stare in guardia. In cattività questa specie è molto difficile da allevare ed è rarissima.

## Biologia
Abita le foreste di montagna a quote comprese tra i 1500 e i 3500 metri, si sposta in piccoli gruppi familiari con volo lento, diretto e a scatti dovuti a forti colpi di coda che lo fanno sobbalzare. Forshaw, nel 1970, osservava che si nutre di fiori, frutta, germogli, insetti e piccole larve, che è ghiottissimo dei frutti della Shefflera e che nel periodo degli amori il maschio compie parate nuziali facendo oscillare il corpo e gonfiando il piumaggio, mentre compie movimenti circolari. Depone 2 uova che vengono covate per 23 giorni e i piccoli lasciano il nido a circa 8-9 settimane dalla schiusa.